# ニール・ダイアモンド
ニール・ダイアモンド（Neil Diamond, 1941年1月24日 - ）は、アメリカ合衆国のポピュラー音楽の歌手、作曲家・アレンジャー・プロデューサー。本名は、ニール･レスリー・ダイアモンド（Neil Leslie Diamond）。ニューヨーク市ブルックリン出身。

## 概要
1960年代から1980年代にかけて数々のヒット曲を生み、成功を収めたポップアーティストの一人とされる。ビルボードチャートの歴史上で、最も成功したアダルト・コンテンポラリーのアーティストとして、エルトン・ジョンとバーブラ・ストライサンドに次いで3位にランクされている。
2005年5月現在、全世界で1億2千万枚以上の売り上げを記録している。本国アメリカ合衆国では4千8百万枚のセールスを記録する。1980年代以降、売り上げは幾分減少したが、ワールド・ツアーを数回行なうなど、活動は盛んである。彼の作り出した楽曲の多くは、異なるジャンルの多数のアーティストによってレコーディングされている。
1984年に、ソングライターの殿堂入りを果たした。
2000年に、サミーカーンLifetime Achievement賞を受賞。
2011年に、ロックの殿堂入りを果たした。
未だ来日公演のないアーティストの一人である。

## 来歴

### 少年時代
ニューヨークで、ユダヤ人移民の両親の家庭に生まれ、ブルックリンで育った。ニューヨークのエラスムス・ホール高校に入学し、そこで同級生のバーブラ・ストライサンドと共に合唱部に所属する。
転校後、卒業したアブラハム・リンカーン高校では、フェンシングチームのメンバーだった。16歳の誕生日にギターを贈られ、その演奏を学ぶ。ピート・シーガーを当時の手本としていた。その後、ニューヨーク大学に入学、フェンシングで奨学金を得て、医大予科生学生となる。生物学に興味があったが、有機化学に対し嫌悪感があったことと、音楽の追求のため、卒業まで1年を残し中退した。

### 初期
1960年、高校からの友人、ジャック・パッカーと「ニールとジャック(Neil and Jack)」を結成。エヴァリー・ブラザースのようなデュオだった。デュエルレコード(Duel Records label)と最初の契約を結んだ。シングル"What Will I Do,"をレコーディングするも成功せず。1962年にソロ・パフォーマーとしてコロムビア・レコードと契約する。シングル"At Night"をリリース。ラジオ局を回ってのプロモーションにもかかわらず、チャートには上らず、コロムビアを解雇される。まもなくバードランドクラブでのピアノでの作曲活動に戻ることになる。
1972年10月1日のニューヨーク・タイムズのインタビューによれば、この頃、名前をノア・カミンスキー(Noah Kaminsky)に変えようと考えていたという。ジョエル・ホイットバーン著の「Top Pop Singles」では、これが本名であると誤記されている。1985年のテレビでのインタビューでは、ホストのバーバラ・ウォルターズに、エリス・チェリー(Eice Cherry)への改名も考えていたと話している。
結局、キャリア初期はブリル・ビルディングスタジオの作曲家として過ごした。"I'm a Believer"、"A Little Bit Me, a Little Bit You,"を書きあげ、モンキーズに提供した。ダイアモンドは"Pre-Fab Four"のためにこれらを書いたと言われるが、実際は自分自身で歌うために書いたものであり、録音もされていた。だが、カバーであるモンキーズのバージョンは、そのリリース以前に発売された。だが、この楽曲の大成功により、ダイアモンドはソングライターとしての名声を得始める。"I'm a Believer"は、1966年のソング・オブ・ザ・イヤーに選ばれている。

### 1960年代の成功
1966年、バング・レコード(Bang Records)と契約。"Solitary Man"は彼自身での名義での初のヒットとなった。その後、"Kentucky Woman"、"Cherry, Cherry"などのヒット曲を生む。"Cherry, Cherry"のオルタネィティブ・ヴァージョンは、ボックスセット"In My Lifitime"に収録されている。バング・レコード時代のプロデュースは、ジェフ・バリーとエリー・グリニッジという著名なベテラン制作者により行われた。両者とも多くの曲でバックコーラスを務めている。
だがダイアモンドは、バング・レコードに拘束されているように感じ始めた。より野心的で内省的な音楽を追求したいと考え、契約の不備を元に、別のレーベルに移籍しようとする。結果は一連の訴訟になり、音楽活動も若干停滞する。後には裁判で勝利をおさめ、1977年にはバング・レコード時代のマスター音源の所有権を確保した。

### 1970年代
1960年代後期に、MCAレコード（現在のユニバーサル・レコード）と契約した後、1970年にカリフォルニア州ロサンゼルスへ引越しをした。"クラックリン・ロージー", "スウィート・キャロライン"などがヒットし、"ソング・サング・ブルー"は72年に全米1位になった。ロサンゼルスのグリーク・シアターで10回のコンサートを行い、チケットを完売させた。8月24日木曜日のパフォーマンスは、2枚組のライヴ・アルバム"Hot August Night"としてリリースされている。以前のヒット曲を生き返らせたとして、彼のパフォーマーとしての魅力を示すものである。このアルバムは古典的名作となっており、オーストラリアの音楽チャートでは29週間連続1位を記録した。また、ヘレン・レディとのデュエット"Song Sung Blue"を収録した、1977年グリーク・シアターでのライブ・アルバム"Love At The Greek"は、2006年にオーストラリアで行われた好きなアルバムの世論調査で16位になった。
1973年、ダイアモンドはコロムビア・レコードへ再び移籍する。そこで彼は、映画『かもめのジョナサン』のサウンドトラックを製作。これは、映画自体より多くの売り上げを記録した。
1974年、アルバム"Serenade"をリリース。"Longfellow Serenade", "I've Been This Way Before"を収録。
1976年、ザ・バンドのロビー・ロバートソンがプロデュースした"Beautiful Noise"をリリース。同年の感謝祭でのザ・バンドの最後のコンサート「ラスト・ワルツ」にゲスト出演。先のアルバムでロバートソンと共作した"Dry Your Eyes"を歌った。またラストでのボブ・ディランの"I Shall Be Released"に、他のミュージシャンと共に加わってもいる。しかし、このダイアモンド参加はロバートソンのゴリ押しとも言え、ロバートソンと他のメンバーとの不仲を決定的なものとした（事実、1983年のザ・バンド再結成にはロバートソンのみが不参加となった）。
1977年、"You Don't Bring Me Flowers"を含むアルバム、"I'm Glad You're Here With Me Tonight"をリリース。"You Don't Bring Me Flowers"はバーブラ・ストライサンドが、アルバム"Songbird"でカバーしている。ルイビルのラジオ局のディレクター、ゲイリー・ガスリーは2人の曲をミックスし、仮想デュエット版として放送した。これが人気となり、実際に2人はデュエット版を発売。これは1978年ナンバーワンヒットとなり、3回目の全米No.1に輝いた。

### 1980年代以降
映画版の「You Don't Bring Me Flowers」がダイアモンドとストライサンド主演で企画されたが、1980年にダイアモンドがアル・ジョルソンのクラシック作品『ジャズ・シンガー』リメイク版の主役に選ばれたことで没となる。ローレンス・オリヴィエとルーシー・アーナス(Lucie Arnaz)が共演した。映画はさほどヒットしなかったが、サウンドトラックはセールスを伸ばし、トップ10シングルの"Love On The Rocks"と"Hello Again"と"America"を生む。ダイアモンドはゴールデングローブ賞にノミネートされたが、同時に初のラジー賞に選ばれてもいる。
他に10位に入ったヒット曲は、1982年の超大作映画『E.T.』にインスパイアされた"Heartlight"がある。登場人物などは歌詞には出てこないが、『E.T.』の著作権者ユニバーサルは、ダイアモンドとコロムビア・レコードに対して法的措置を仄めかした。
セールスは、80年代以降かなり落ちていた。ビルボードチャートにランクインした最後のシングルは、1986年リリースである。だが、コンサート・ツアーは世界中で盛況だった。
90年代に入り、彼の人気は再燃する。楽曲「America」が、1988年アメリカ大統領選挙でマイケル・デュカキスがテーマソングに用い、2002年のソルトレイクシティ冬季オリンピックでプロモーションに使われた。「Sweet Caroline」は、スポーツイベントでよく使われる。ボストン・レッドソックスやボストンカレッジフットボール、バスケットボールゲームのテーマソングなどである。ワシントン・ナショナルズに始まり、シェイ・スタジアムでニューヨーク・メッツのホームゲームでは8回で常に歌われる。ニューヨーク・レンジャースも勝っている際は3回にかかる歌である。観客がサビの「Sweet Caroline」に対し「Wow wow wow」、「Good times never seen so good」に対し「So Good, So Good, So Good」と合いの手を入れるのが定番で、スポーツ以外のニール自身のコンサートや他のアーティストのカバーによる演奏でもこの合いの手が入れられる。
1994年、クエンティン・タランティーノ監督の映画『パルプ・フィクション』では、アージ・オーバーキルにより"Girl, You'll Be a Woman Soon"がカバーされている。
2001年のコメディ映画『マテリアル・ウーマン』Saving Silverman (ビデオ・スルー)では、主役がニール・ダイアモンドのカバーバンドをしており、ダイアモンド自身も本人役で出演した。
ダイアモンドの物真似を持ちネタにするコメディアン、ウィル・フェレルの2002年5月の最後の『サタデー・ナイト・ライブ』の出演には、ダイアモンドが共に出演して盛り上げている。
フィンランドのバンド、HIMは、彼らのアルバム『And Love Said No：The Greatest Hits 1997-2004』の中で"Solitary Man"をカバーしている。他にダイアモンドの楽曲をカバーした著名アーティストはエルヴィス・プレスリー（"Sweet Caroline"、"And The Grass Won't Pay No Mind"）、ディープ・パープル（"Kentucky Woman"）、Lulu（"Boat That I Row"）、クリフ・リチャード("I'll Come Running"、"Solitary Man"、"Girl, You'll Be a Woman Soon"、"I Got the Feelin' (Oh No, No)")、UB40("Red Red Wine")、ジョニー・キャッシュ("Solitary Man")などがいる。
1991年、フランク・オズ監督の映画『おつむて・ん・て・ん・クリニック』の劇中の台詞に使われてもいる。主人公は、離婚の原因を、元妻がダイアモンドのファンだったからとして「世界には2種類の人間がいる。ニール・ダイアモンドにあう奴とそうでない奴だ (There are two types of people in the world: those who like Neil Diamond and those who don't.)」と語っている。
近年はツアー、CD製作など旺盛に活動している。2001年〜2002年、2005年〜2006年にかけて、マディソン・スクエア・ガーデンやステイプルズ・センターなど、大規模アリーナ会場を回る世界ツアーを北米、ヨーロッパ、オセアニアなどで展開した。アメリカでの興行収益記録の10位に入る成功を収めた。
2005年11月8日、リック・ルービンのプロデュースで"12 Songs"をリリース。スペシャル・エディションには2曲のボーナストラックを含まれ、そのうち一曲ではブライアン・ウィルソンがバックボーカルで参加している。ビルボードチャート初登場4位を記録し、健在ぶりをアピール。ゴールドディスクも獲得し、2006年には新たに2枚組として再リリースされた。
2005年12月31日、毎年恒例の人気番組、"Dick Clark's New Year's Rockin' Eve 2006"に出演。
2006年1月15日、カリフォルニア州ストックトンのストックトン・アリーナのこけら落としとしてコンサートを行った。100万ドルのギャラがダイアモンドには支払わたが、告知不足と、チケット販売の遅れのため40万ドルの損失を出してしまい、市の担当者が解雇されている。
2007年、地域の功労者を表彰するロングアイランドミュージックホール・オブ・フレイムの殿堂入りを果たした。
2007年12月、UKツアーが来年6月7日と8日マンチェスター、10日と11日バーミンガム、21日23日24日ロンドンに行われると発表される。その後、6月5日グラスゴーのHampden Park、17日サウスハンプトンのローズボウル、19日カーディフのミレニアムスタジアムが追加された。
2008年1月31日、グラストンベリー・フェスティバルへの出演が発表された。3月19日、アメリカンアイドルで、彼の楽曲を歌うショーが4月29日と30日、放送されると発表。
4月8日、ボストン・レッドソックスの本拠地、フェンウェイ・パークの巨大スクリーンで放送され、8月23日に彼のワールド・ツアーの一環として、フェンウェイパークでコンサートを行うことが発表された。同時に2008年のワールド・ツアーの日程が発表される。伝統的に8回に"Sweet Caroline"が歌われている。4月28日、ABCのジミー・キンメル・ライブで"Sweet Caroline"を歌い、4月30日、アメリカン・アイドルでニューアルバム"Home Before Dark"からの新曲"Pretty Amazing Grace"を初披露。5月2日、Sirius Satellite RadioでNeil Diamond Radioがスタート。5月6日、"Home Before Dark"をリリース、5月15日にビルボード総合アルバム・チャートNo.1に立った。これは、彼の長年のキャリアにおいて初の快挙となる。5月18日には、UKチャートでもNo.1を達成。UKでは、1992年のコンピレーション・アルバムに次ぐ2枚目のNo.1アルバムに。その結果、1966年のデビュー以来、最も長期に渡りオリジナル・アルバムのNo.1を生み出したアーティストとなった。7月19日からミネソタ州セントポールから全37都市を回る北米ツアーがスタート。マディソン・スクエア・ガーデンやハリウッド・ボウルなどが含まれる。8月23日にはフェンウェイ・パークでも行われた。

## 私生活
1963年、学校教師ジェイ・ポスナーと結婚。マージョリーとエリンの2人の子供が生まれるが、1969年に離婚。同年、マーシャマーフィーと再婚した。彼女との間にもジェシーとミカをもうけるが、1995年離婚。その際、1億5千万ドルにも及ぶ慰謝料がマーシャに支払われた。慰謝料の金額としては世界で4番目である。ニールは、「あいつは全部持ってっちまった(She has earned every penny.)」と語った。
オーストラリア式フットボールチームのブリズベン・ライオンズのファンである。
また、彼は自身で著作権を保有するアーティストの一人。同様のアーティストに、ポール・サイモンやビリー・ジョエル、ピンク・フロイド、クイーン、ブルース・スプリングスティーン、ジェネシス、ジョニー・リヴァースなどがいる。

## 作品

### アルバム
スタジオ・アルバム
- 1966年　"The Feel Of Neil Diamond"
- 1967年　"Just For You"
- 1968年　"Velvet Gloves And Spit"
- 1969年　"Brother Love's Travelling Salvation Show"
- 1969年　"Touching You, Touching Me"
- 1970年　"Tap Root Manuscript"
- 1971年　"Stones"
- 1972年　"Moods"
- 1973年　"Jonathan Livingston Seagull" (Soundtrack)
- 1974年　"Serenade"
- 1976年　"Beautiful Noise"
- 1977年　"I'm Glad You're Here With Me Tonight"
- 1978年　"You Don't Bring Me Flowers"
- 1980年　"September Morn"
- 1980年　"The Jazz Singer" Soundtrack To The Film
- 1981年　"On The Way To The Sky"
- 1982年　"Heartlight"
- 1984年　"Primitive"
- 1986年　"Headed To The Future"
- 1989年　"The Best Years of Our Lives"
- 1992年　"Lovescape"
- 1992年　"The Christmas Album"
- 1993年　"Up On The Roof: Songs From The Brill Building"
- 1994年　"The Christmas Album 2"
- 1996年　"Tennessee Moon"
- 1998年　"The Movie Album: As Time Goes By"
- 2001年　"Three Chord Opera"
- 2005年　"12 Songs"
- 2006年　"12 Songs"(re-released)
- 2008年　"Home Before Dark"　（US:No.1、UK:No.1）

ライヴアルバム
- 1970年　"Gold: Live at the Troubadour"
- 1973年　"Hot August Night"
- 1977年　"Love At The Greek"
- 1987年　"Hot August Night 2"
- 1994年　"Live in America"
- 1997年　"Live in Concert"
- 2003年　"Stages" (5 CD + 1 DVD)

コンピレーション
- 1968年　"Neil Diamond's Greatest Hits"
- 1970年　"It's Happening"
- 1970年　"Shilo"
- 1971年　"Do It"
- 1973年　"Double Gold"
- 1973年　"Rainbow"
- 1974年　"His Twelve Greatest Hits"
- 1976年　"And The Singer Sings His Songs"
- 1978年　"Early Classics Released on Neil's own record label, Frog King"
- 1981年　"Love Songs"
- 1982年　"His Twelve Greatest Hits Vol. 2"
- 1983年　"Classics: The Early Years"
- 1992年　"Greatest Hits: 1966-1992"
- 1992年　"Glory Road: 1968-1972"
- 1996年　"In My Lifetime"
- 1999年　"The Best Of The Movie Album"
- 1999年　"Neil Diamond Collection"
- 1999年　"20th Century Masters - The Best of Neil Diamond"
- 2001年　"Essential Neil Diamond"
- 2002年　"Love Songs"
- 2002年　"Play Me: The Complete Uni/MCA Studio Recordings...Plus!"
- 2005年　2005 "Gold"

### 映像作品
- 1976年　ラスト・ワルツ(ゲスト)
- 1976年　"Love At The Greek"
- 1980年　ジャズ・シンガー(主演)
- 1986年　"Greatest Hits Live"
- 2003年　"Stages"

## 受賞歴
グラミー賞
1974年 Album of Best Original Score Written for a Motion Picture (Jonathan Livingston Seagull)
アメリカン・ミュージック・アワード
1990年 Award of Merit
ゴールデングローブ賞
1973年 Best Original Score (Jonathan Livingston Seagull)
ASCAP Film and Television Music Awards
1980年 Most Performed Feature Film Standards (The Jazz Singer)
Songwriters Hall of Fame
1984年
Sammy Cahn Lifetime Achievement Award
2002年
Long Island Music Hall of Fame
2007年
ゴールデンラズベリー賞
1980年 ワースト主演男優賞（ジャズ・シンガー）